# Comerç 24
Comerç 24 était un restaurant étoilé au guide Michelin situé à Barcelone, en Espagne. Il a fermé en 2015.